# Billeberga socken
Billeberga socken i Skåne ingick i Rönnebergs härad, ingår sedan 1971 i Svalövs kommun och motsvarar från 2016 Billeberga distrikt.
Socknens areal var år 1952 22,57 kvadratkilometer, varav 22,42 land. År 2000 fanns här 1 380 invånare. Tätorten Billeberga med sockenkyrkan Billeberga kyrka ligger i socknen.

## Administrativ historik
Socknen har medeltida ursprung.
Den 1 januari 1952 (enligt beslut den 16 februari 1951) överfördes den del av Södra Möinge by som låg i Saxtorps socken, omfattande 3,26 km², varav allt land, och 81 invånare till Billeberga socken.
Vid kommunreformen 1862 övergick socknens ansvar för de kyrkliga frågorna till Billeberga församling och för de borgerliga frågorna bildades Billeberga landskommun. Landskommunen uppgick den 1 januari 1952 i Rönneberga landskommun som upplöstes 1969 då denna del uppgick i Svalövs landskommun, som 1971 ombildades till Svalövs kommun. Församlingen uppgick 2006 i Billeberga-Sireköpinge församling.
1 januari 2016 inrättades distriktet Billeberga, med samma omfattning som församlingen hade 1999/2000. 
Socknen har tillhört län, fögderier, tingslag och domsagor enligt vad som beskrivs i artikeln Rönnebergs härad. De indelta soldaterna tillhörde Norra skånska infanteriregementet, Rönnebergs kompani och Skånska husarregementet, Landskrona skvadron, Landskrona kompani.

## Geografi
Billeberga socken ligger öster om Landskrona. Socknen är en odlad slättbygd.

## Fornlämningar
Ett tiotal boplatser från stenåldern är funna. Från bronsåldern finns gravhögar.

## Namnet
Namnet skrevs i mitten av 1200-talet Billäbiargh och kommer från kyrkbyn. Namnet innehåller bill troligen i betydelsen 'terrängkil' och biärgh, 'berg'.

## Personer från Billberga
- Nils Dunér, astronom, född 21 maj 1839